# Dhuys et Morin-en-Brie
Dhuys et Morin-en-Brie község Franciaország Hauts-de-France régiójában, Aisne megyében. Új községként 2016. január 1-jén jött létre Artonges, La Celle-sous-Montmirail, Fontenelle-en-Brie és Marchais-en-Brie korábbi községek egyesítésével.

## Népesség
| Lakosok száma | 814  | 818  | 819  | 820  | 822  | 823  | 825  |
|               | 2016 | 2017 | 2018 | 2019 | 2020 | 2021 | 2022 |